# أليسا شميدت
أليسا شميدت (مواليد 8 نوفمبر 1998) هي لاعبة ألعاب قوى ألمانية متخصصة في سباق 4x400 متر متتابع.
ولدت في عام 1998 في مدينة فورمس.